# George Adrian Manu
George Adrian Manu (* 21. Februar 1983) ist ein rumänischer Bahn- und Straßenradrennfahrer.
George Adrian Manu wurde 2005 bei den Athens Open Balkan Championship auf der Bahn Dritter in der Mannschaftsverfolgung und Zweiter im Punktefahren. Im nächsten Jahr gewann er den Prolog beim Memorial Dan Racasan und wurde dort Zweiter der Gesamtwertung. 2007 gewann Manu die erste Etappe der Turul Dobrogei. Im nächsten Jahr gewann er ein weiteres Teilstück dort und konnte so auch die Gesamtwertung für sich entscheiden. Außerdem wurde er 2008 rumänischer Meister im Einzelzeitfahren.

## Erfolge
2008
- Rumänischer Meister – Zeitfahren